# Histoire de l'énergie solaire
 (décembre 2014).
Si vous disposez d'ouvrages ou d'articles de référence ou si vous connaissez des sites web de qualité traitant du thème abordé ici, merci de compléter l'article en donnant les références utiles à sa vérifiabilité et en les liant à la section « Notes et références ».
L'énergie solaire est propre et renouvelable. La Terre reçoit sous forme de lumière du Soleil plus de 10 000 fois l'énergie que l'humanité consomme. En effet, la surface du globe reçoit annuellement de l’énergie solaire ayant une puissance allant de 85 à 290 W/m2. Et cette énergie est inépuisable car elle est entretenue par les réactions nucléaires qui ont lieu dans le soleil. Bien que la ressource ait toujours existé, son utilisation est assez récente dans l'histoire de l'humanité. On voit apparaître les premières réalisations technologiques solaires au XIXe siècle mais c’est véritablement pendant la deuxième partie du XXe siècle que l’énergie solaire commence à apparaître comme une source d’énergie importante, particulièrement avec le développement du photovoltaïque. C’est dans le cadre de la course à l'espace entre les États-Unis et l'Union soviétique que la recherche et développement dans cette énergie fait un bond. Puis peu à peu, à partir des années 1970, l’énergie photovoltaïque prend place dans l’industrie terrestre. L'histoire de l'énergie solaire ne peut se comprendre sans tenir compte de celles des énergies concurrentes (principalement les combustibles fossiles) et des contraintes économiques auxquelles elle est soumise.

## L'imaginaire solaire au cours duXIXesiècle
Au cours du XIXe siècle, la possibilité d’utiliser l’énergie du soleil pour répondre aux besoins énergétiques de la société humaine prend place dans la littérature. On peut citer par exemple le roman Travail d’Émile Zola (1901) dans lequel celui-ci peint le tableau d’une société harmonieuse, basée sur les progrès techniques avec une application généralisée de l’électricité. Vers la fin de l’ouvrage, le narrateur constate que l’épuisement des mines de charbon est un problème important en vue de la nécessité toujours plus importante de produire de l’électricité. C’est ainsi qu’il imagine la possibilité de capter l’énergie solaire afin d’en faire un « moteur universel ».

## Énergie solaire thermique
L'énergie solaire thermique est le domaine dans lequel on cherche à transformer la lumière du Soleil en source de chaleur. S'il n'y a pas de nuages masquant le Soleil, il est possible de concentrer cette lumière avec des miroirs ou des lentilles, afin d'augmenter la température. L'énergie solaire thermique sert à chauffer, climatiser un intérieur, réfrigérer, congeler, chauffer l'eau pour la douche, la lessive ou les processus miniers, chauffer pour faire la cuisine, la chimie, théoriquement jusqu'à la métallurgie. C'est une énergie propre et renouvelable.

### Dans l'Antiquité
Le système le plus ancien est la parabole solaire. Étudiée par le grec Diocles (-240/-180), certaines sources affirment qu'on s'en servait pour allumer le feu des jeux olympiques antiques. Archimède (-287/-212) est connu pour avoir mis le feu aux navires de l'armée romaine à Syracuse avec des lentilles concentrant la lumière du Soleil. Bien que certaines personnes disent que ceci n'est qu'une légende, d'autres affirment que Léonard de Vinci dit s'en être inspiré pour l'un de ses nombreux concepts. Par ailleurs le poète Aristophane fait mention de la lentille solaire dans l'un de ses textes.
L'énergie solaire thermique à concentration était donc manifestement connue dès l'Antiquité.

### AuXIXesiècle
L’imaginaire solaire que l’on retrouve dans l’œuvre de Zola, celui-ci le tire des débats sur l’utilisation de l’énergie du soleil, qui alimentent le XIXe siècle.
Dès 1840, le risque d’un épuisement des stocks de charbons fait débat. Pour certains, l’expansion massive de l’industrie du charbon couplé à la demande croissante en énergie et la généralisation du libre-échange met en péril les réservoirs de combustibles. Par ailleurs, l’économiste anglais Stanley Jevons met en avant le paradoxe que plus l’efficacité des technologies augmente, plus la consommation totale de carburant augmente également et donc conduit à un épuisement des ressources.
C’est ainsi qu’en 1867, l’ingénieur français Louis Simonin publie un ouvrage La Vie souterraine ou les mines et les mineurs, dans lequel il propose de « mettre le soleil en bouteille ». Il considère l’utilisation des énergies naturelles, comme le solaire, comme une voie alternative aux combustibles fossiles. D’autres ingénieurs tentent même de construire des machines fonctionnant à l’énergie solaire comme John Ericsson ou encore Augustin Mouchot. Le premier développe dans les années 1860 un nouveau système de machine à vapeur, utilisant les rayons du Soleil. Il publie également un ouvrage en 1868, The Use of Solar Heat as a Mechanical Motor-Power, dans lequel il décrit le solaire comme principale alternative à la crise des ressources de carburants fossiles. Mouchot lui, construit en 1865 un appareil composé d’un miroir captant les rayons solaires, au fond duquel une marmite porte l’eau à ébullition. Mais la fin des années 1860 est marquée par la guerre franco-prussienne qui met fin pour un temps à ces expérimentations. Il reprend ses travaux dans les années 1870, où il est financé par L’Association française pour l’avancement des sciences qui a pour objectif le redressement national par la modernité.
L’utilisation de l’énergie solaire prend aussi place dans les logiques impérialistes françaises dans le cadre de la colonisation en Algérie. Afin de renforcer cette colonisation, le gouvernement français tient à exploiter de nouveaux territoires (264 villages créés ou agrandis entre 1871 et 1880, 401 000 hectares de terres à cultiver) et il doit répondre à la question de la production énergétique dans ces territoires qui manquent de combustibles fossiles et sont peu desservis par des routes ou des voies ferrées. L’utilisation de ressources renouvelables comme le soleil se présente donc comme une alternative et en 1877, Mouchot est financé de 10 000 francs pour réaliser une mission scientifique en Algérie. Celui-ci avait notamment annoncé que si le climat de l’Europe n’était pas forcément le plus adéquat à une utilisation de l’énergie solaire, les régions au climat intertropical où les rayons du soleil sont plus présents et plus puissants, comme l’Algérie, seraient beaucoup plus intéressantes pour installer des installations solaires. Mouchot améliore les rendements de ses machines à Alger lors d’une deuxième mission en Algérie en 1879. Il est même financé de 5 000 francs pour construire un réflecteur solaire pour représenter l’Algérie à l’exposition universelle de Paris de 1878. Sa machine est saluée par le public, le jury et la presse.
À la suite de ce succès, l’associé de Mouchot, Abel Pifre, multiplie les démonstrations et les déclarations où il met en avant les possibilités qu’apportent les machines de Mouchot ainsi que sa vision du futur où il voit le solaire prendre une place importante dans le système énergétique européen. Mais en dépit de l’enthousiasme du public, les machines solaires peinent à être efficaces dans la pratique. Leur coût trop élevé et leur rendement très faible combiné à l’apparition d’énergies combustibles peu couteuses entrainent peu à peu la disqualification de la trajectoire énergétique solaire. L’utilisation de l’énergie solaire est alors considérée comme irréaliste et pénètre dans l’espace de la littérature utopiste.

### AuXXesiècle
En 1949, le savant Félix Trombe met au point un four solaire à Mont-Louis. Basé sur les travaux de Lavoisier sur l'énergie solaire concentrée, il s'agit d'une parabole, capable de chauffer à plus de 3 500 °C, à condition de bénéficier d'un soleil sans nuages.

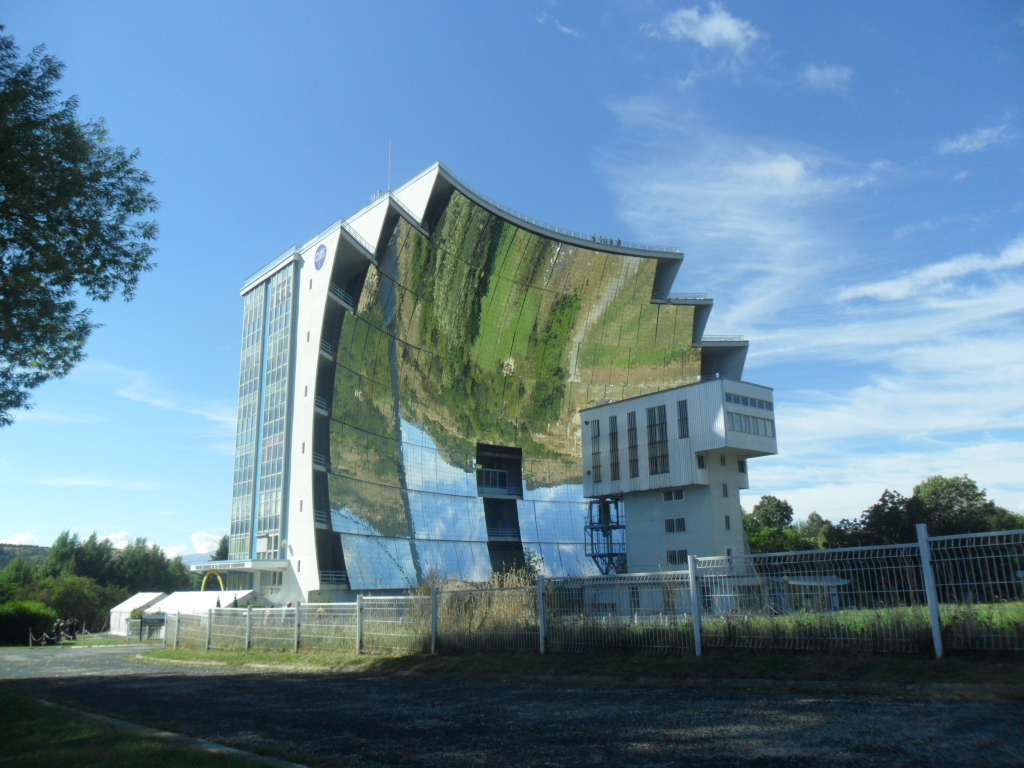
Le four solaire d'Odeillo, le plus grand au monde.

En 1968, Félix Trombe met au point un nouveau modèle, le four solaire d'Odeillo. Aujourd'hui encore le plus grand four solaire au monde, le four solaire d'Odeillo chauffe à plus de 3 500 °C. Aucun matériau ne lui résiste, même le diamant fond. Utilisant l'énergie solaire, il offre la vision d'une métallurgie futuriste utilisant une énergie propre et renouvelable.

## Énergie solaire électrique
L'énergie solaire électrique est le domaine qui vise à transformer la lumière du Soleil en électricité. Tandis que le solaire photovoltaïque le fait directement, le solaire thermodynamique passe par un détour (l'énergie thermique) et accuse d'une perte d'efficacité globale comparé au photovoltaïque. Les systèmes photovoltaïques sont des panneaux utilisant au minimum deux matériaux actifs, dans la famille des semi-conducteurs. On a besoin de créer une sorte d'escalier (asymétrie) afin que les électrons libres aillent dans un seul sens et créent un courant électrique. Le système photovoltaïque peut être avec n matériaux actifs, avec ou sans concentration, avec ou sans contact avant, cristallisé ou amorphe, à couches minces ou épaisses. L'électricité produite peut servir à l'éclairage, au fonctionnement des ordinateurs et des serveurs Internet, au pompage des eaux souterraines ainsi qu'à de nombreux autres usages et peut être transportée sur de longues distances. C'est une énergie propre et renouvelable.

### Apparition du photovoltaïque et premières utilisations dans le cadre de la course de l'espace

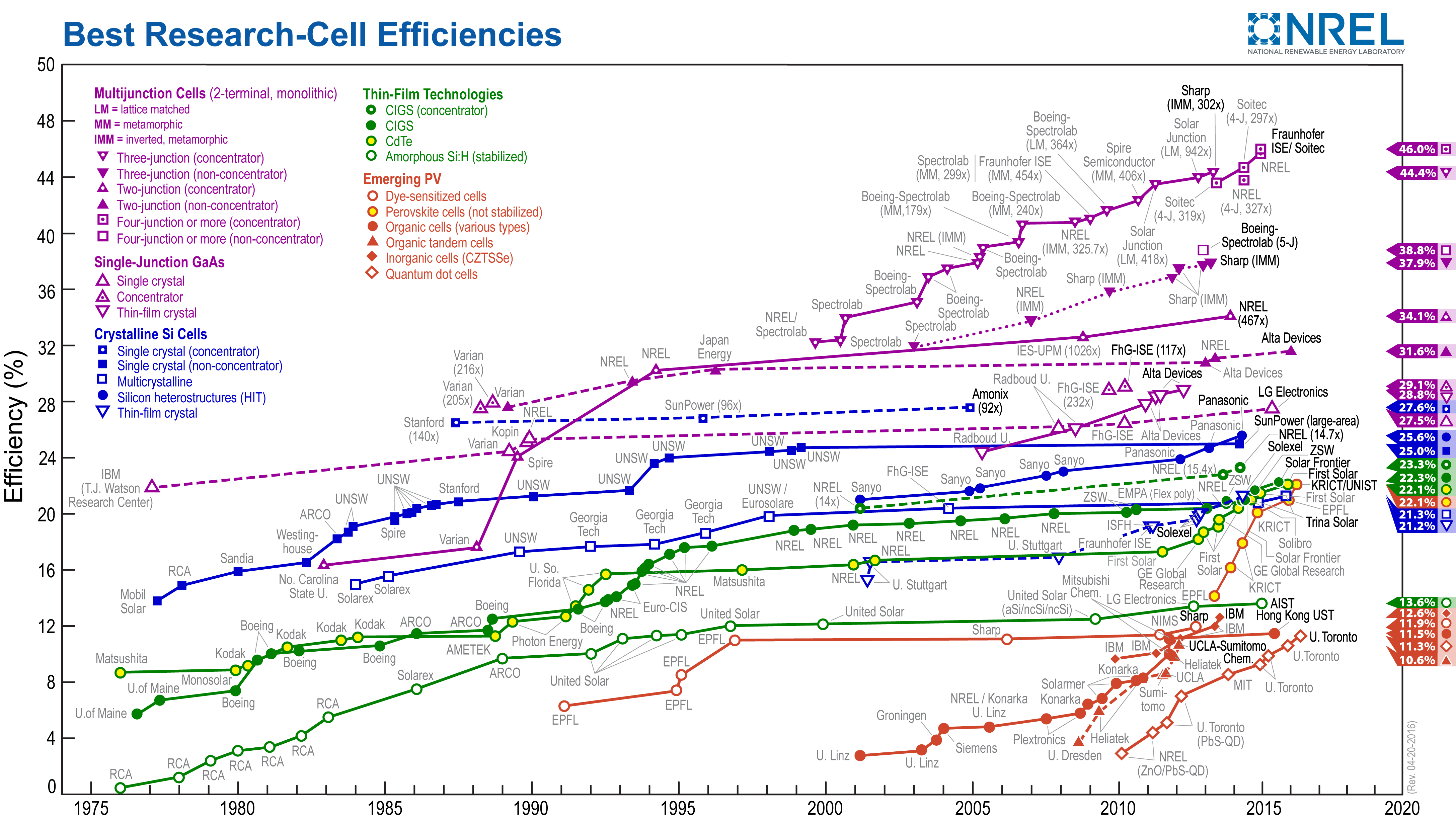
Évolution des rendements records des cellules photovoltaïques de 1976 à 2016

En 1839, Edmond Becquerel découvre l'effet photoélectrique, le principe physique à la base de la production d'énergie solaire photovoltaïque. En 1953, le physicien Gerald Pearson et le chimiste Calvin Souther Fuller, des laboratoires Bell, arrivent à réaliser la première cellule solaire à base de silicium,. Cette cellule est capable de transformer les rayons du soleil en électricité. Pendant ce temps, un autre scientifique des mêmes laboratoires, Daryl Chapin, fait des recherches sur la possibilité de produire de l’énergie dans les zones humides où les batteries traditionnelles se dégradent rapidement. Il s’intéresse alors au photovoltaïque comme alternative et reprend la découverte de Pearson et Fuller. Après plusieurs améliorations il parvient à réaliser en 1954 une cellule solaire avec une efficacité de 6 %, soit au-dessus de l’efficacité limite qu’il s’était donnée pour que la cellule soit une source d’énergie intéressante (5,7 %). Mais face au prix très élevé du silicium, cette technologie peine à apparaître dans le monde industriel.
Les panneaux photovoltaïques trouvent leur première application dans le cadre de la course à l’espace. L’armée américaine veut les utiliser dans le cadre d’un projet secret : les satellites. La Navy, qui s’est vu donner la responsabilité d’envoyer le premier satellite américain, équipe son satellite, le Vanguard I, d’une batterie électrochimique et de panneaux solaires. Il est lancé le 17 mars 1958. Alors que la batterie s’épuise en 1 semaine environ, les cellules solaires continuent à produire de l’électricité pendant des semaines. Malgré ce succès, la Nasa refuse de voir le photovoltaïque comme une solution suffisamment efficace pour les satellites. Cependant, des cellules solaires encore plus efficaces sont réalisées et vers la fin des années 1960, l’énergie solaire est considérée comme la principale source d’énergie pour les satellites. Dans le cadre de course à l’espace, le gouvernement a dépensé environ 50 millions de dollars dans la R&D pour l’énergie solaire entre 1958 et 1969.

### Premières utilisations sur terre
Pendant plusieurs années, le photovoltaïque reste cantonné au domaine de l’industrie spatiale au vu du coût extrêmement élevé des cellules solaires en silicium (100 $ par watt au début des années 1970). Il est aussi utilisé par des agences gouvernementales qui ont beaucoup de moyens. Par exemple, la CIA installe des appareils de mesure qui fonctionnent à l’énergie solaire pour surveiller le trafic sur la piste Hô Chi Minh pendant la guerre du Vietnam. Tandis que dans les années 1960 apparaît le mouvement écologiste, notamment à travers la protestation contre le nucléaire, en 1973 avec le premier choc pétrolier, les industriels s'intéressent à cette source d'énergie autorisant plus d'autonomie. Les deux mouvements convergeront et feront de l'énergie solaire un domaine à la fois technique et politique. C’est au début des années 1970 que les cellules photovoltaïques sont pour la première fois produites à large échelle sur terre. En 1973, la Solar Power Corporation, compagnie fondée par le docteur Elliot Berman et financée par Exxon, commence à produire des cellules solaires ayant un coût de 20 $ par watt.
La première industrie à s’intéresser au photovoltaïque est l’industrie du pétrole. Celle-ci en a besoin pour alimenter des lumières signalétiques sur les sites d’extraction mais également pour combattre la corrosion dans les tuyaux, ce qui se fait par l’utilisation de petites quantités d’électricité. L’utilisation du photovoltaïque prend également un sens économiquement pour les garde-côtes. En effet, l’utilisation de batteries non rechargeables pour alimenter les bouées les obligent à dépenser des milliers de dollars pour changer les batteries. Après des années de bataille avec ses supérieurs, le lieutenant Lloyd Lomer parvient en 1977 à obtenir du gouvernement un programme photovoltaïque pour équiper ces appareils. Le photovoltaïque prouve son interet et son utilité dans les chemins de fer dans les années 1970. En effet, les appareils permettant la sécurité sur les voies nécessitent un peu d’électricité et acheminer de l’électricité sur de longues distances coûte cher. C’est ainsi que plusieurs compagnies de chemins de fer se convertissent au photovoltaïque.

### Photovoltaïque dans les pays en développement
L’utilisation de l’énergie solaire prend sens par la suite au Mali quand la grande sècheresse frappe le Sahel et cause la mort de milliers de personnes. Bernard Vespieren, un religieux français, intervient au Mali initiant un programme de pompage d’eau à l’aide de panneaux photovoltaïques. Inspiré par la première pompe solaire installée au sommet d’une colline en Corse, initiée par Dominique Campane, Il met en place la première pompe solaire africaine au Mali qui devient un modèle pour tous les pays en développement. On compte en effet à la fin du XXe siècle des dizaines de milliers de pompes solaires dans les pays en développement.

### Progrès récents du photovoltaïque
Dans les années 1970 et 1980, les programmes de recherches gouvernementaux en Amérique, en Europe et au Japon ont l’idée de construire des grandes centrales solaires. Mais un ingénieur suisse, Markus Real, met en avant l’idée qu’il serait beaucoup plus économique que chaque particulier ait ses propres panneaux solaires. Il arrive à prouver son idée en faisant installer des panneaux solaires sur 333 toits à Zurich. Son opération est un succès et depuis plusieurs gouvernements financent des plans énergétiques pour inciter leurs citoyens à installer des panneaux solaires sur leur toit. On peut penser notamment au 1000-Dächer-Programm (de) en Allemagne, lancé entre 1990 et 1995.
Au début du XXIe siècle, l’électricité produite à partir du photovoltaïque coûte 25 $ par kilowatt. Cela revient donc moins cher d’utiliser l’énergie solaire que d’installer des fils électriques sur des kilomètres pour alimenter des appareils nécessitant peu d’énergie. En revanche, cela reste beaucoup plus cher que l’électricité produite par les combustibles fossiles. La recherche s’axe donc sur la nécessité de produire des cellules solaires beaucoup moins chères pour que le solaire soit plus compétitif que les combustibles fossiles dont les ressources s’épuisent et dont la combustion entraîne le réchauffement global de la planète. En effet, l’apparition grandissante dans les consciences du danger que peut causer le réchauffement climatique place l’énergie solaire comme une alternative de plus en plus sérieuse aux énergies fossiles.
En 2009, la production énergétique mondiale due au photovoltaïque est de 10,66 GW. Les cellules solaires majoritairement produites sont celles à base de silicium mono et polycristallin avec un coût de production de 1,5 $ par watt mais des progrès sont également faits dans le domaine des cellules solaires à couche mince qui coûtent 0,76 $/W et atteignent un rendement d’environ 20 %.
Depuis, la R&D du photovoltaïque s’intéresse à la possibilité de produire des cellules solaires à partir de matériaux organiques qui auraient l’avantage d’être beaucoup moins cher et plus flexibles que les cellules à base de silicium. En 2013, on parvient à avoir des rendements de presque 9 % avec des cellules organiques à base de polymère. Mais la difficulté de production de ces matériaux entraîne la recherche dans le solaire vers la possibilité de construire des cellules solaires à partir de molécules organiques simples. C’est ce que parviennent à faire les chercheurs de l'Institut Moltech-Anjou en réalisant une cellule solaire à base d’une molécule dont la synthèse présente d’excellent rendements en masse et dont la conversion en électricité atteint les 4 %.
En France, l'appel d'offres pour installations solaires sur bâtiments lancé en 2016 se conclut en 2018 par un prix moyen de l'électricité produite à 76,8 €/MWh voire 72,2 €/MWh pour les grandes installations. Ce prix moyen peut baisser à 52,2 €/MWh avec des installations au sol.